# 札幌市星置スケート場
札幌市星置スケート場（さっぽろしほしおきスケートじょう）は、北海道札幌市手稲区の星置公園内にある通年営業の屋内スケートリンクである。

## 概要
札幌市出身の元スケート選手・実業家の江守栄作により寄贈され、1985年12月に開館した。
この江守の功績にちなみ、建物入口には「江守記念 星置スケート場」と掲げられている。また、場内には、江守記念コーナーがある。
2007年、映画「スマイル 聖夜の奇跡」のロケが行われた。

## 所在地
- 北海道札幌市手稲区星置2条1丁目12-1

## 設備
- スケートリンク - 30m×60m
- 江守記念コーナー

## 交通機関
鉄道
- 北海道旅客鉄道（JR北海道）函館本線 星置駅から徒歩で約15分。

路線バス
- ジェイ・アール北海道バス 手81・手82・手85「星置スケート場停留所」から徒歩で約3分。

自家用車
- 札樽自動車道・道央圏連絡道路 銭函インターチェンジから約10分。
- 駐車場有（無料）